# トミー・ハリス
トミー・ハリス（Tommie Harris 1983年4月29日- ）はテキサス州キリーン出身のアメリカンフットボール選手。現在NFLのサンディエゴ・チャージャーズに所属している。ポジションはディフェンシブタックル。これまでプロボウルに3回出場している。

## 経歴
高校1年次から先発ディフェンシブタックルとしてプレーした。また陸上競技の砲丸投も行った。大学に進学する際、ESPNのトム・レミングによって全米35位にランクされた彼は、多くの大学からリクルーティングを受けた末、オクラホマ大学に進学した。1年次から全試合に先発出場し、2003年にはカレッジフットボールベストのラインマンに与えられるロンバルディ賞を受賞した。2009年にスポーツ・イラストレイテッドよりオールディケイドチームに選ばれている。
2004年のNFLドラフト1巡でシカゴ・ベアーズに指名された。その年彼は最優秀守備新人選手賞の投票でジョナサン・ヴィルマに次ぐ投票を獲得した。2年目の2005年シーズンにはラビー・スミスヘッドコーチのタンパ2ディフェンスで活躍し、プロボウルに選ばれた。
2006年には最初の4試合でNFLトップの5サックをあげるなどの活躍を見せた。第3週のミネソタ・バイキングス戦ではハンドオフを受けた相手RBにファンブルを起こし、このプレーが決勝TDに結びついた。この年NFC守備部門週間MVPに2度選ばれた。第13週のバイキングスとの再戦でひざを負傷、メディカルチェックの結果、ハムストリングスに重大な怪我を負った彼は残りシーズン絶望となったが再度プロボウルに選ばれた。彼の欠場でベアーズはパスラッシュとランディフェンスが著しく低下したもののNFCチャンピオンシップゲームでニューオーリンズ・セインツを破ったが、第41回スーパーボウルでインディアナポリス・コルツに敗れた。
2007年プレシーズンゲームには最終週のクリーブランド・ブラウンズ戦にのみ出場し開幕を迎えたが、開幕戦のサンディエゴ・チャージャーズ戦では自陣1ヤードでフィリップ・リバースにファンブルさせターンオーバーを奪ったが、このプレーは後にレフェリーよりラインズマンジャッジがオフサイドを見逃した初歩的なミスがあったと語っている。第2週のカンザスシティ・チーフス戦ではフェイスマスクの反則が非常に危険であったとしてNFLコミッショナーのロジャー・グッデルより5000ドルの罰金を受けた。この年彼は8サック、2ファンブルフォースを記録している。この年第3週の試合でひざを負傷してからは彼の役割は減少したものの13試合に先発出場し8サックをあげた。この怪我はその後2008年から2010年にかけて彼を悩ますものとなった。
2008年6月19日、ベアーズと4年間4000万ドルの契約延長を果たしNFL最高給のディフェンシブタックルとなった（この契約金額はアルバート・ヘインズワースにその後更新された。）。
2009年10月8日のアリゾナ・カージナルス戦でデュース・ルトゥイの顔にパンチをお見舞いし試合開始わずか65秒で退場となった。彼は後日このことについて謝罪している。
2010年3月、アメリカンフットボールの普及のため、エイドリアン・ピーターソン、ロイ・ウィリアムス、マーク・クレイトンと共に南アフリカ共和国を訪問した。この年第2週終了後、アクティブロースターから外された。同じ週にウォーレン・サップから"blind dog in a meat house."と批判された。この年は第17週のグリーンベイ・パッカーズ戦であげた1サックにとどまった。
2011年2月28日、ベアーズから解雇された。7シーズンで104試合に出場、213タックル、28.5サックをあげた。8月2日、インディアナポリス・コルツと1年契約を結んだが9月3日の最終ロースターカットでカットされた。9月28日、サンディエゴ・チャージャーズと契約を結んだ。
2011年シーズンは13タックル、3サックをあげた。

## 人物
PLAYBOYのオールアメリカチームの写真撮影を拒否した。彼はスポーツ・イラストレイテッドのインタビューでポルノ雑誌に対する嫌悪感を表した。
2009年にロッド・ウッドソンがNFLネットワークで選んだディフェンシブタックルでクイックネスを備えた優れたインサイドパスラッシャーであるとして5位にランクされた。
2012年2月、29歳の妻アシュリーを脳梗塞あるいは脳動脈瘤で亡くした。